# Tivoizare
Tivoizare (engl. „Tivoization”, pronounțat "Teevo-ization") este un termen care descrie crearea unui sistem care încorporează software aflat sub o licență copyleft (cum ar fi GPL), dar care utilizează restricții hardware pentru a împiedica utilizatorii să ruleze versiuni modificate ale software-ului pe acel hardware.  Richard Stallman este cel care a propus acest termen; el crede că această practică răpește utilizatorilor unele dintre libertățile pe care Licența Publică Generală GNU GPL a fost proiectată să le protejeze. Termenul a început să fie utilizat pornind de la utilizarea GNU GPL de către software-ul aparatelor video digitale (DVR) marca TiVo, care împiedică explicit utilizatorii să ruleze software modificat pe acest hardware.